# Neagolius penninus
Neagolius penninus är en skalbaggsart som beskrevs av Daniel 1902. Neagolius penninus ingår i släktet Neagolius och familjen Aphodiidae. Inga underarter finns listade i Catalogue of Life.